# Minhocão
Il minhocão è una creatura leggendaria che ha l'aspetto di un gigantesco verme. Le storie su tale essere provengono dall'America Latina e in particolare dal Brasile.

## Nome
Il termine portoghese minhocão è un accrescitivo del sostantivo minhoca ("verme", "lombrico").

## Descrizione
Verso la metà del XIX secolo, Auguste de Saint Hilaire scrisse di enormi minhocões (plurale di minhocão) che si sarebbero trovati in un lago e avrebbero attaccato e trascinato sott'acqua cavalli, muli e altro bestiame.
Secondo una descrizione raccolta da Fritz Müller, apparsa nel 1877 sulla rivista tedesca Der Zoologische Garten e riproposta da Nature, il minhocão sarebbe una sorta di vermone lungo addirittura una cinquantina di metri con un muso da maiale, pelle ricoperta da scaglie simili a quelle di un armadillo e dotato di corna. L'animale si muoverebbe scavando nella terra e ad esso sarebbero attribuiti alcuni larghi buchi visti nel terreno.

## Ipotesi

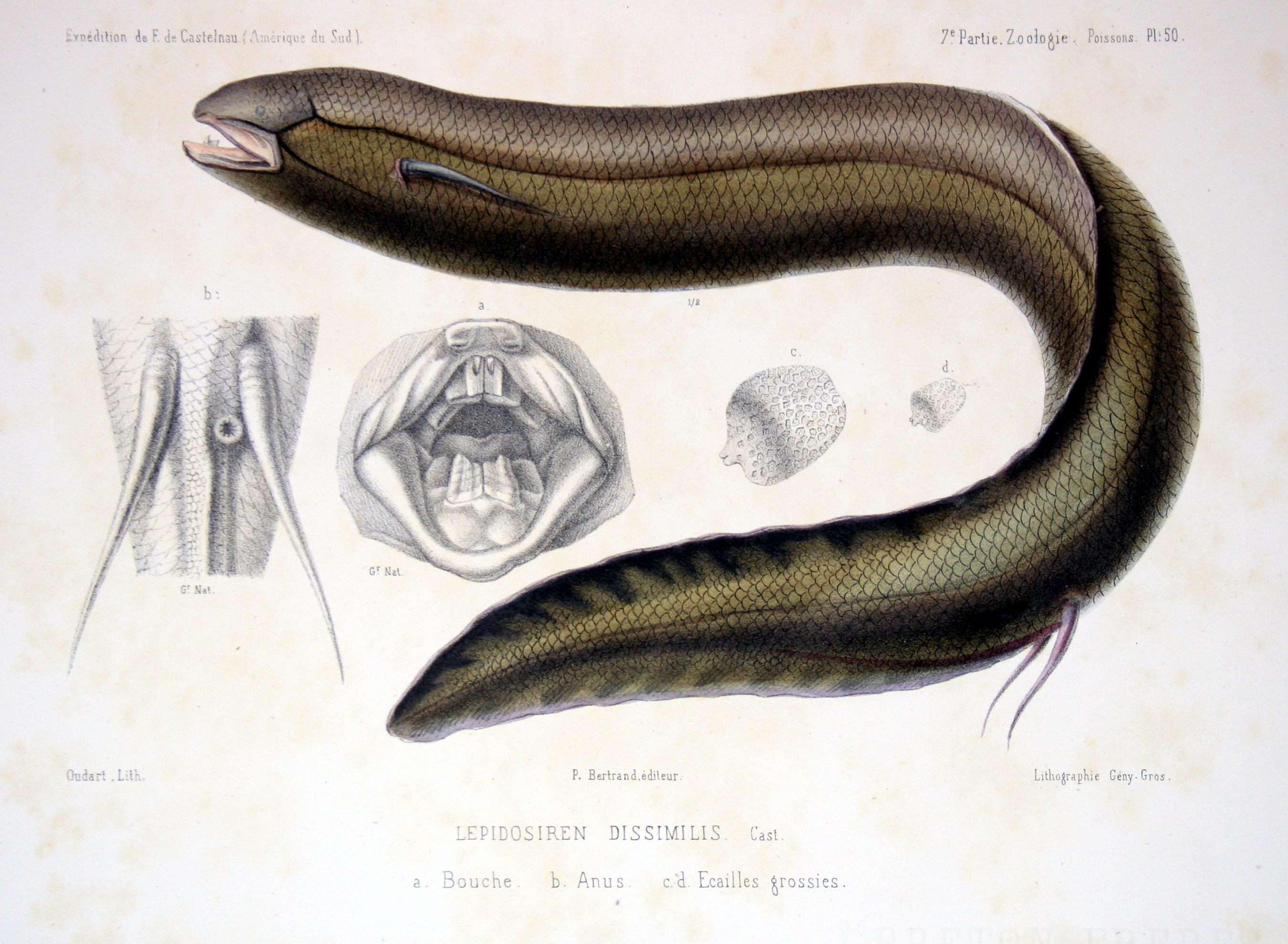
Illustrazione di Lepidosiren nella Expédition dans les parties centrales de l'Amérique du Sud, de Rio de Janeiro à Lima et de Lima au Para sous la direction du Comte Francis de Castelnau, 1856

Auguste de Saint Hilaire riferiva di avere inizialmente scartato le storie sui minhocões come favole, ma di aver poi cambiato opinione quando erano state riportate molti casi in cui bestie erano sparite nelle acque del lago. Aveva pensato che i "vermoni" potessero essere dei poraquê (Electrophorus electricus), un pesce con forma che ricorda un serpente o un'anguilla, capace di emettere scariche elettriche. Avendo saputo però che gli abitanti della zona conoscevano quel pesce e non attribuivano ad esso gli attacchi alle bestie, aveva ipotizzato che il minhocão fosse un dipnoo simile al Lepidosiren.
Nell'articolo con la descrizione di Müller, si ipotizzava che il minhocão potesse essere un gigantesco dipnoo oppure uno smisurato armadillo o gliptodontide.
Secondo Karl Shuker, il minhocão potrebbe essere un'enorme cecilia.
A proposito di tutte le ipotesi menzionate, si deve ricordare che nessuno degli animali citati ha dimensioni neppure alla lontana simili a quelle che vengono attribuite al minhocão della cui esistenza non c'è per di più nessuna prova reale.

## Nella letteratura

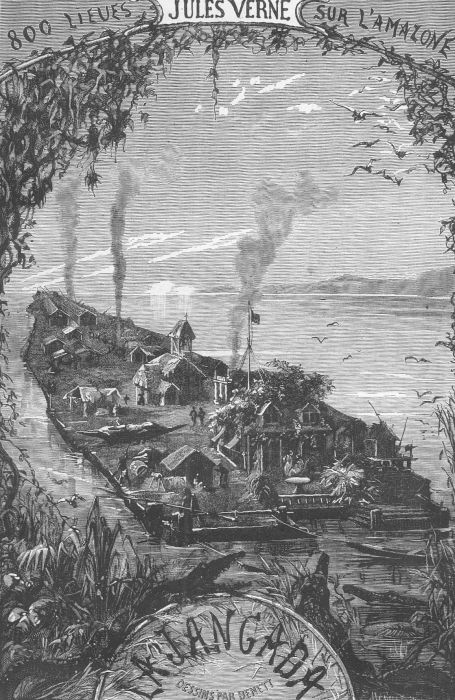
La Jangada di Jules Verne

Il minhocão è citato nel romanzo di Jules Verne La Jangada. Ottocento leghe sul Rio delle Amazzoni (1881). Un personaggio, Lina, dice che "un enorme rettile chiamato Minhocao" si tuffa talvolta nel Rio delle Amazzoni facendo alzare il livello dell'acqua che viceversa si abbassa quando esce.